# UDリテール
UDリテール株式会社（ユーディーリテール）は、東京都目黒区に本社を置く総合ディスカウントストア事業を運営する企業である。パン・パシフィック・インターナショナルホールディングス（PPIH）グループ。

## 概要
パン・パシフィック・インターナショナルホールディングス（PPIH）完全子会社のドン・キホーテの完全子会社（PPIHから見て孫会社）である。2017年当初はユニー株式会社の完全子会社として設立されたが、ユニーがPPIHグループの傘下となったことを受け、資本を移動しPPIHの完全子会社となった。その後、2020年12月1日付でドン・キホーテの完全子会社となった。
ユニーが運営している総合スーパー「アピタ」および食品スーパー「ピアゴ」の一部店舗のうち、「MEGAドン・キホーテUNY」や「ドン・キホーテUNY」へ業態転換した店舗を運営しているほか、ユニーが運営するアピタ店舗内にテナントとして出店した「ドン・キホーテ」を運営している。なお、アピタ店舗内にテナントとして出店する場合は、親会社と同じブランドとなる「ドン・キホーテ」として運営している。当該業態転換店（テナント型店舗を除く）の施設・資産などはユニーから同社に移管される。

## 店舗について

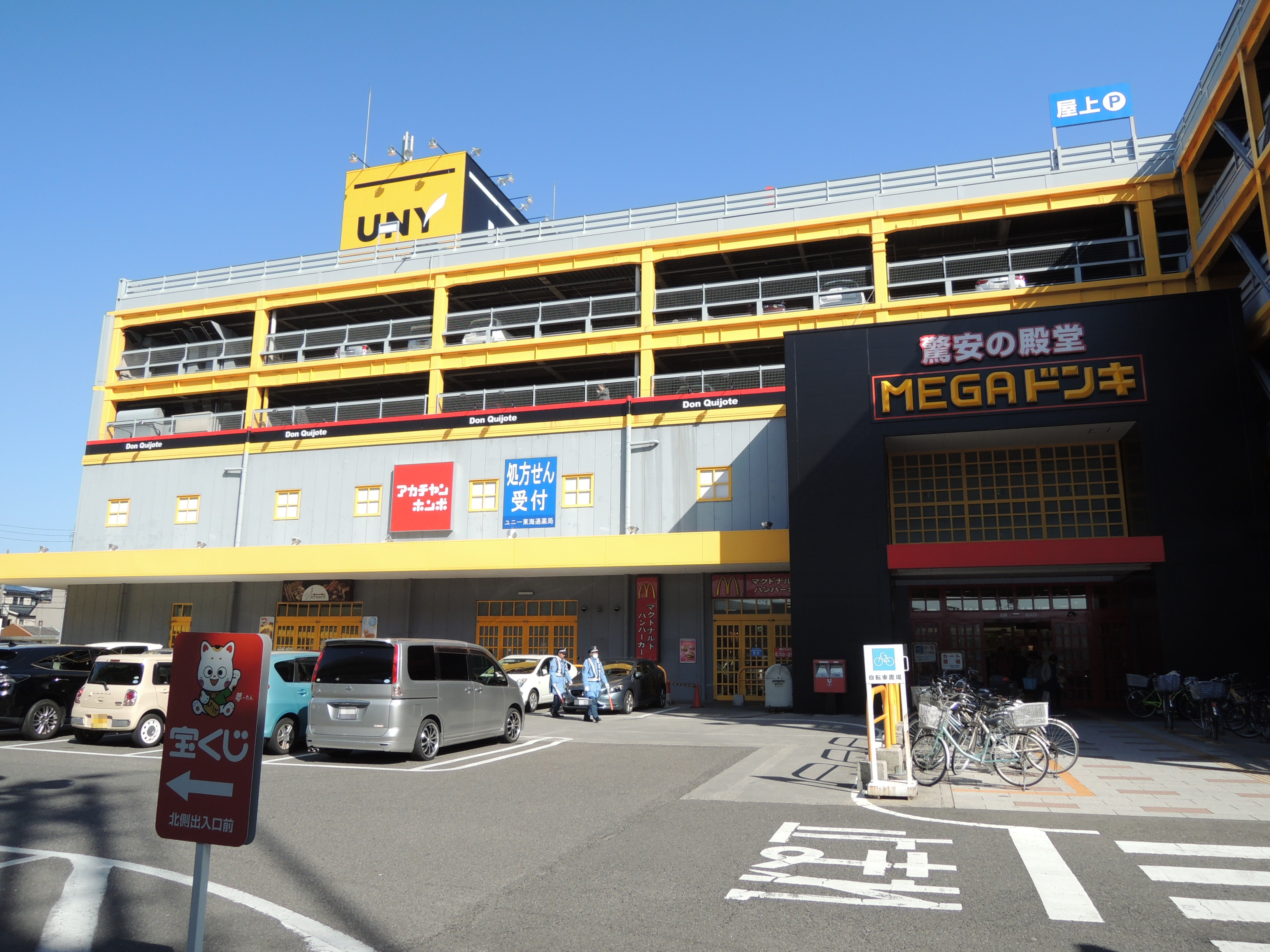
同社運営によるMEGAドン・キホーテUNY東海通店

店名は大型総合店を「MEGAドン・キホーテUNY」、鮮魚・精肉などの生鮮食料品を扱っていない店舗は「ドン・キホーテUNY」、ユニーが運営するアピタ店舗のテナント店となる場合は「ドン・キホーテ」と称して営業を行っている。
一号店は、ピアゴ大口店を改装し、2018年（平成30年）2月23日に開店した、「MEGAドン・キホーテUNY横浜大口店」（横浜市神奈川区）、生鮮食料品を扱っていないドン・キホーテUNY一号店は、ピアゴ可児店を改装し、2019年（平成31年）2月21日に開店した、「ドン・キホーテUNY可児店」（岐阜県可児市）。
ユニーが運営するアピタ店舗にテナントとして出店したテナント型店舗一号店は、アピタ宇都宮店に出店した「ドン・キホーテアピタ宇都宮店」（栃木県宇都宮市）。
アピタ・ピアゴの業態転換店とは別に、UDリテール独自の新規店舗として、2019年（令和元年）11月1日に「ドン・キホーテ納屋橋店」をオープンした。ユニーが一部所有する複合商業施設「テラッセ納屋橋」の3階に出店。出店時、店名には「UNY」を付称しておらず、同居するユニー直営のラ・フーズコア納屋橋店と共存のため、ドン・キホーテ納屋橋店は生鮮食料品を扱わなかった。その後、両店を一つの店舗として統合することが決定。ラ・フーズコア納屋橋店は改装のため、2020年2月16日に一時閉店。3階のドン・キホーテ納屋橋店と2階に出店していたラ・フーズコアを融合した業態転換店舗「MEGAドン・キホーテUNY納屋橋店」として、同年3月24日リニューアルオープンした。
なお、アピタタウン金沢ベイに入居するドン・キホーテは、株式会社ドン・キホーテによる運営となっている。
以下の店舗は、それぞれのリンク先を参照。
- MEGAドン・キホーテUNY鈴鹿店
- MEGAドン・キホーテUNY納屋橋店
- MEGAドン・キホーテUNY大口店
- MEGAドン・キホーテUNY桃花台店
- MEGAドン・キホーテUNY稲沢東店
- MEGAドン・キホーテUNY会津若松店
- MEGAドン・キホーテUNY浜松泉町店
- MEGAドン・キホーテUNY佐原東店
- MEGAドン・キホーテUNY敦賀店
- MEGAドン・キホーテUNY西大和店
- MEGAドン・キホーテUNY太田川店
- MEGAドン・キホーテUNY市原店
- MEGAドン・キホーテUNY魚津店
- MEGAドン・キホーテUNY砺波店
- MEGAドン・キホーテUNY精華台店
- ドン・キホーテUNY可児店